# Mike Josef

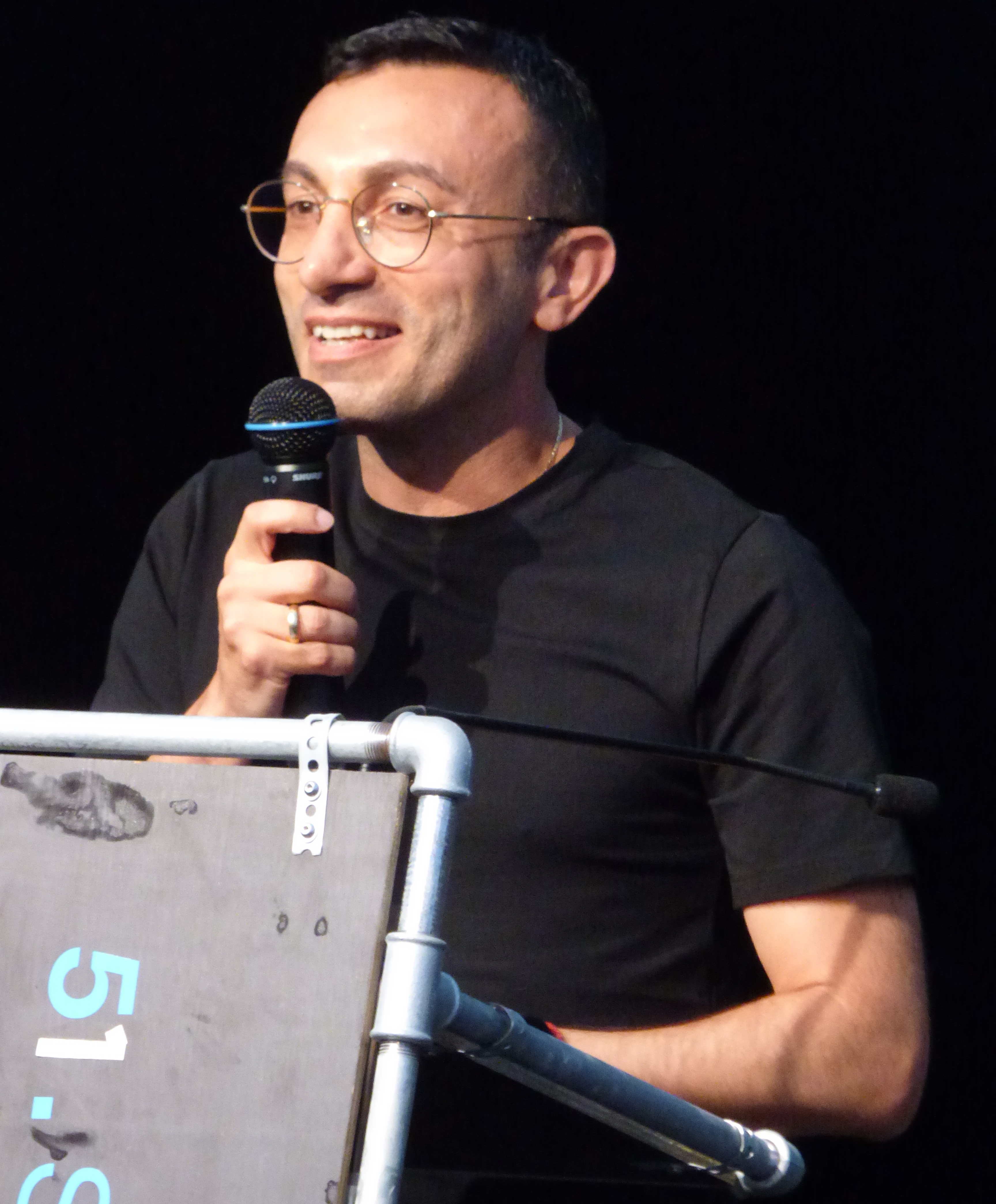
Mike Josef auf dem „51. Berger Stadtschreiberfest“ 2024

Mike Josef (* 25. Januar 1983 in Qamischli, Syrien, vorheriger Nachname Yusuf) ist ein deutscher Politiker (SPD) und seit dem 11. Mai 2023 Oberbürgermeister von Frankfurt am Main.

## Kindheit, Schulausbildung und Studium
Josef entstammt einer aramäisch-christlichen Familie aus Syrien. Als er vier Jahre alt war, übersiedelte die Familie in die Bundesrepublik Deutschland, wo sie als politische Flüchtlinge anerkannt wurden, da sie in Syrien als Christen nicht mehr sicher waren. Sie lebten kurzzeitig in Krauchenwies und anschließend im Ulmer Stadtteil Wiblingen. Josef bezeichnet Ulm als seine Heimatstadt. Beim dortigen TV Wiblingen und beim SSV Ulm 1846 spielte er im Nachwuchsbereich Fußball und trainierte später auch selbst mit einem Freund eine Nachwuchsmannschaft beim TV Wiblingen. In Ulm wurden zudem seine zwei Schwestern geboren.
Er besuchte zunächst eine Hauptschule, später eine Realschule. 2002 erwarb er die Fachhochschulreife in Neu-Ulm. Dort absolvierte er von 2002 bis 2003 den Zivildienst beim Deutschen Roten Kreuz (DRK). Von 2003 bis 2004 studierte er Soziale Arbeit an der Fachhochschule Frankfurt bis zum Vordiplom. Bis 2010 studierte er Politik-, Geschichts- und Rechtswissenschaft an der Goethe-Universität Frankfurt und schloss dort das Studium als Diplom-Politologe ab.
Während seines Studiums war er Mitglied des Allgemeinen Studierendenausschusses (AStA) an der Frankfurter Universität, Mitglied des Vorstands des AStA und Werkstudent im Bundesumweltministerium. 2007 war er studentische Vertrauensperson für die Verfassungsklage gegen die Einführung von Studiengebühren in Hessen, Sprecher der Juso-Hochschulgruppen Hessen und von 2008 bis 2010 Sprecher der Frankfurter Jusos. Zudem wurde er Mitglied der Gewerkschaft Erziehung und Wissenschaft (GEW) und der Arbeiterwohlfahrt (AWO).

## Politische Karriere

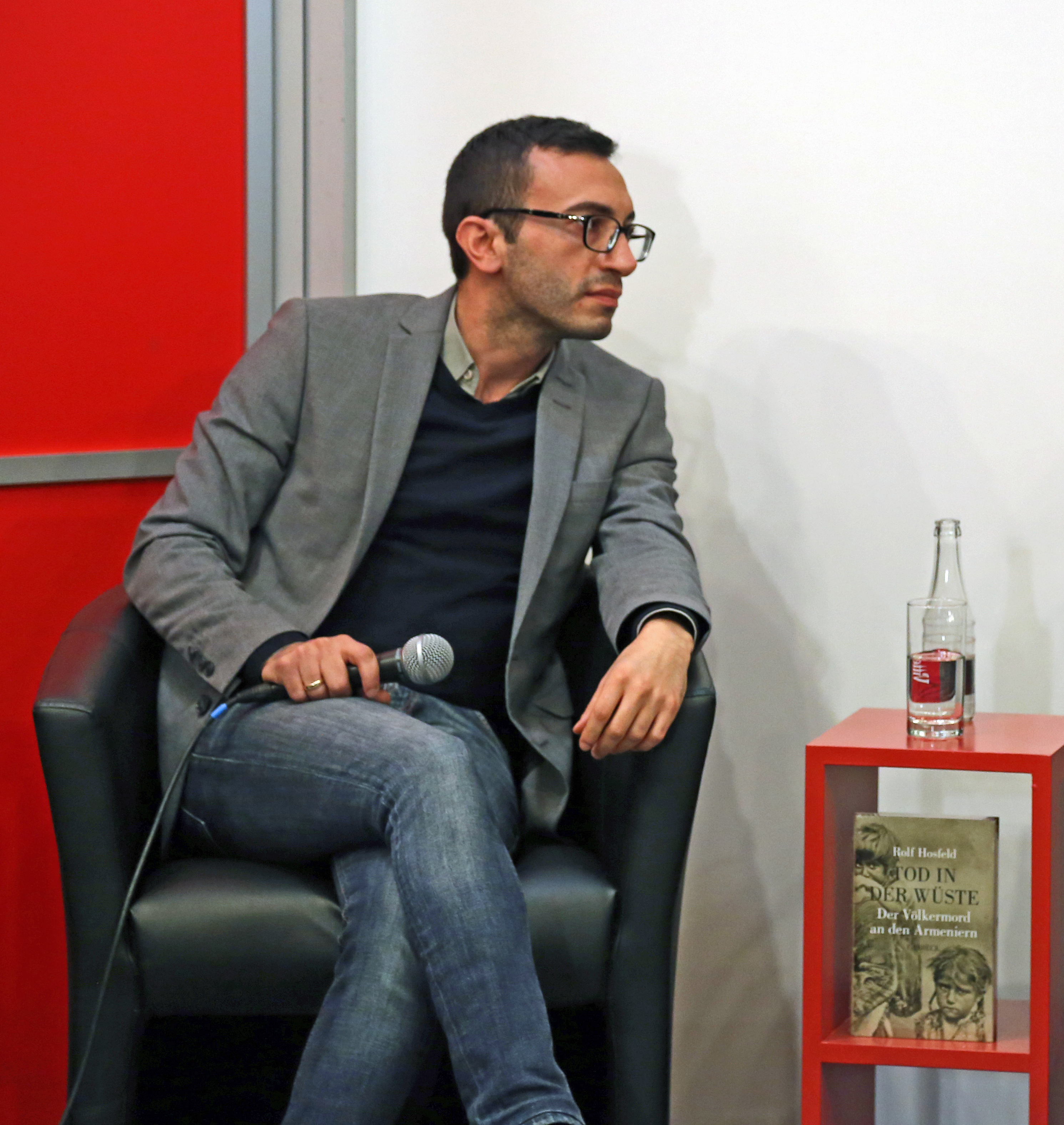
Mike Josef bei einer Buchvorstellung zum Völkermord an den Armeniern auf der Frankfurter Buchmesse (2015)

Von 2011 bis 2016 arbeitete Josef als Organisationssekretär beim Deutschen Gewerkschaftsbund (DGB). Daneben war er ab 2011 Stadtverordneter in Frankfurt am Main und ab 2013 Vorsitzender des SPD-Unterbezirks Frankfurt am Main, später auch SPD-Fraktionsvorsitzender in der Stadtverordnetenversammlung. 2016 wählte ihn die Stadtverordnetenversammlung zum hauptamtlichen Stadtrat. Er übernahm die Leitung des Dezernats Planen und Wohnen. Von 2021 bis zu seinem Amtsantritt als Oberbürgermeister im Mai 2023 war er als Dezernent auch für den Bereich Sport zuständig.
Nach der Abwahl Peter Feldmanns am 6. November 2022 kandidierte Josef für die SPD bei der Oberbürgermeisterwahl in Frankfurt am Main 2023. Am 26. März 2023 wurde er im zweiten Wahlgang zum neuen Oberbürgermeister gewählt; in der Stichwahl konnte er sich mit 51,7 % der Stimmen gegen Uwe Becker (CDU) durchsetzen. Die Wahlbeteiligung lag bei 35,4 Prozent. Im ersten Wahlgang hatte noch Becker mit 34,5 Prozent klar die meisten Stimmen erhalten, gefolgt von Josef mit 24,0 Prozent. Für die Stichwahl war Josef dann von namhaften Grünen-Politikern, der Grünenfraktion im Rathaus Römer sowie der Linken und Volt unterstützt worden. Im Wahlkampf hatte Josef höhere Investitionen in Schulen und Wohnen sowie einen Energiehilfefonds gefordert, um Betroffene bei hohen Energiekosten zu entlasten. Finanziert werden könne dies durch die Rekordeinnahmen aus der Gewerbesteuer. Gegen Drogendealer fordert Josef „hartes Durchgreifen“, unter anderem durch mehr Polizeibeamte auf der Straße. Frankfurt am Main nehme aktuell zu viele suchtkranke Menschen aus dem süddeutschen Raum auf. Für mehr innere Sicherheit soll auch eine Waffenverbotszone und mehr Videoüberwachung sorgen. Auch gegen die „Vermüllung des öffentlichen Raums“ will Josef vorgehen, unter anderem durch spürbare Strafen. Während des Wahlkampfs schaltete eine Agentur im Auftrag der SPD Frankfurt Werbeanzeigen auf der Social-Media-Plattform TikTok, deren Richtlinien politische Werbung verbieten. Die Anzeigen wurden daher nach Bekanntwerden gelöscht.
Josef wurde im November 2023 vom Hauptausschuss des Deutschen Städtetages in das Präsidium des Deutschen Städtetages gewählt.

## Persönliches
Josef ist verheiratet und hat mit seiner Frau Chrisovalandou, deren Eltern aus Griechenland stammen, zwei Söhne. Er ist evangelischer Aramäer.